# Olympique
Olympique is een historisch Frans motorfietsmerk
De bedrijfsnaam was: Ets. Olympique, Courbevoie.
Dit was een Frans merk dat van 1922 tot 1934 motorfietsen met 173- tot 498cc-Zürcher- en JAP-motoren bouwde. Olympique was eigendom van Alcyon.